# Arethusana ocellata
Arethusana ocellata är en fjärilsart som beskrevs av Buresch 1918. Arethusana ocellata ingår i släktet Arethusana och familjen praktfjärilar. Inga underarter finns listade i Catalogue of Life.